# Колдовской кот (Скандинавия)
Бьера (bjära, mjölkhare, trollhare, pukhare, puken, trollkatten, baran, bärarn, trollnøste, trollnøa — несун, молочный заяц, колдовской заяц/кот/клубок — шв., фин., норв.) — фамильяр ведьмы в скандинавском фольклоре. В форме кота, зайца или клубка пряжи сосет молоко у коров и сплевывает его в молочные емкости ведьмы, а также ходит по домам и вылизывает сливки.

## Описание

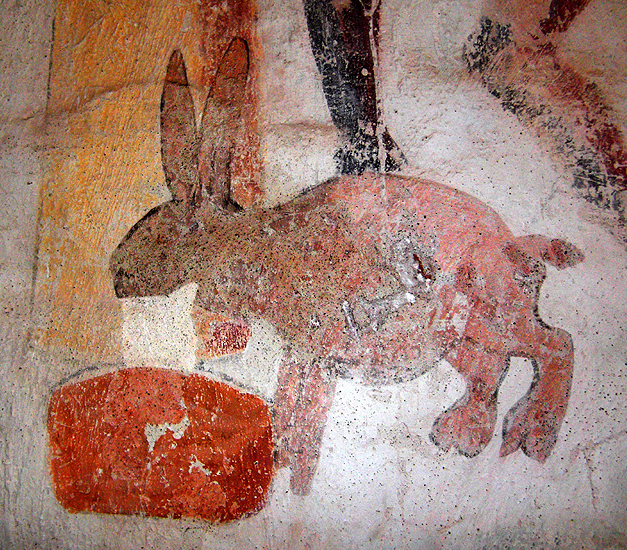
Шведский молочный заяц. Стенная роспись Альбертуса Пиктора, XV в., лен Уппсала.

Ведьмы умели создавать их из «человеческих волос, ногтей, деревянной стружки и тому подобного». Рассказывалось, что они могли сосать молоко из коров и похищать сливки с ферм. Норвежские названия trollnøste и trollnøa обозначают их форму: они выглядели как клубки пряжи. Другой их тип имел обличие обычной кошки; различие между ними было в том, что любое повреждение, нанесенное несуну в форме кошки, вызывало такое же повреждение у ведьмы, а урон, нанесённый несуну в форме клубка, никак на ней не сказывался. Считалось, если в него выстрелить, то из раны польется молоко. Его легко перепутать с душой ведьмы, которая также может принимать форму кошки. Колдовского кота следует хоронить вместе с ведьмой, иначе она выйдет из могилы, чтобы вернуть его себе.
Петер Кристен Асбьернсен, собиратель норвежского фольклора, приводит историю, в которой цыгане пользуются верой крестьян в несунов, похищая их молоко и обвиняя в этом колдовских котов, в доказательство выкапывая предварительно зарытый «пузырь, наполненный красной водой, внутри кошачьей шкуры». Норвежский романист Йохан Бойер рассказывает об одном случае в 1914 году, когда он служил лейтенантом в армии. Местные женщины решили поднять для солдат квартирную плату, а он отказался. После этого он заболел, и его трёхдневную болезнь одна из женщин объяснила результатом того, что на него натравили колдовского кота.
В одной истории, собранной в Норвегии в 1929 году, имеется ведьма по имени Лиспет Снипонн, которая сказала своему батраку собрать все стружки; вечером в четверг она скатала их в шар и окропила тремя каплями крови из своего пальца. Заклинание «Ныне я дала тебе плоть и кровь. Чёрт да даст тебе силу и жизнь» превратило этот шар в несуна. Другое заклинание было записано в Швеции в 1908 году:
Я даю тебе кровь,
Сатана даёт тебе силу.
Ты будешь служить мне на земле,
я буду гореть за тебя в аду.
Ты будешь ходить по лесам и полям
и собирать молоко и сливки.
Такие воззвания к Сатане были необходимы, поскольку самостоятельно ведьма не могла дать жизнь своим творениям. Экскременты бьеры (или излишки молока, которое он жадно поглощал и срыгивал) могли, будучи сожжёнными, вызвать у ведьмы симпатическую боль.
Родственное создание — тильбери, молочный вор и ведьмин помощник в исландском фольклоре. Тильбери (или снаккур, веретено, «сделанное из ребра мертвеца, украденной шерсти и вина для причастия») играет ту же самую роль. Один исландский фермер погнался за ним на лошади, и тот спрятался под юбкой жены другого фермера. Юбку связали, так, что вор не мог выбраться, и женщину сожгли.

## Объяснение
Существование колдовского кота, по-видимому, связано с тем, что в отрыжке скота замечали чужеродные предметы (такие, как шерсть). За его экскременты принимали слизевиков Fuligo septica и пену, вырабатываемую насекомыми spittle bugs. Также вера в них объяснялась существованием норвежской лесной кошки, обитающей в регионе.